# Masiler
Masiler bezeichnete in der bessarabischen Ständeordnung zur Zeit der Zugehörigkeit zu Russland im 19. Jahrhundert die Abkömmlinge von Beamten „aus älterer Zeit“. Die Masiler waren in ihrer Stellung mit dem Stand der Kosaken zu vergleichen und den Ruptaschen gleichgestellt. Sie befanden sich in der Ständeordnung unter den Bojarünaschen.
Die Masiler hatten zahlreiche Privilegien, waren aber nicht gänzlich von Abgaben befreit. Sie hatten Fourierdienste zu leisten und zahlten familienweise eine Abgabe. Leibesstrafen konnten nur auf richterlichen Ausspruch an ihnen vollzogen werden.